# Ee ja nai ka

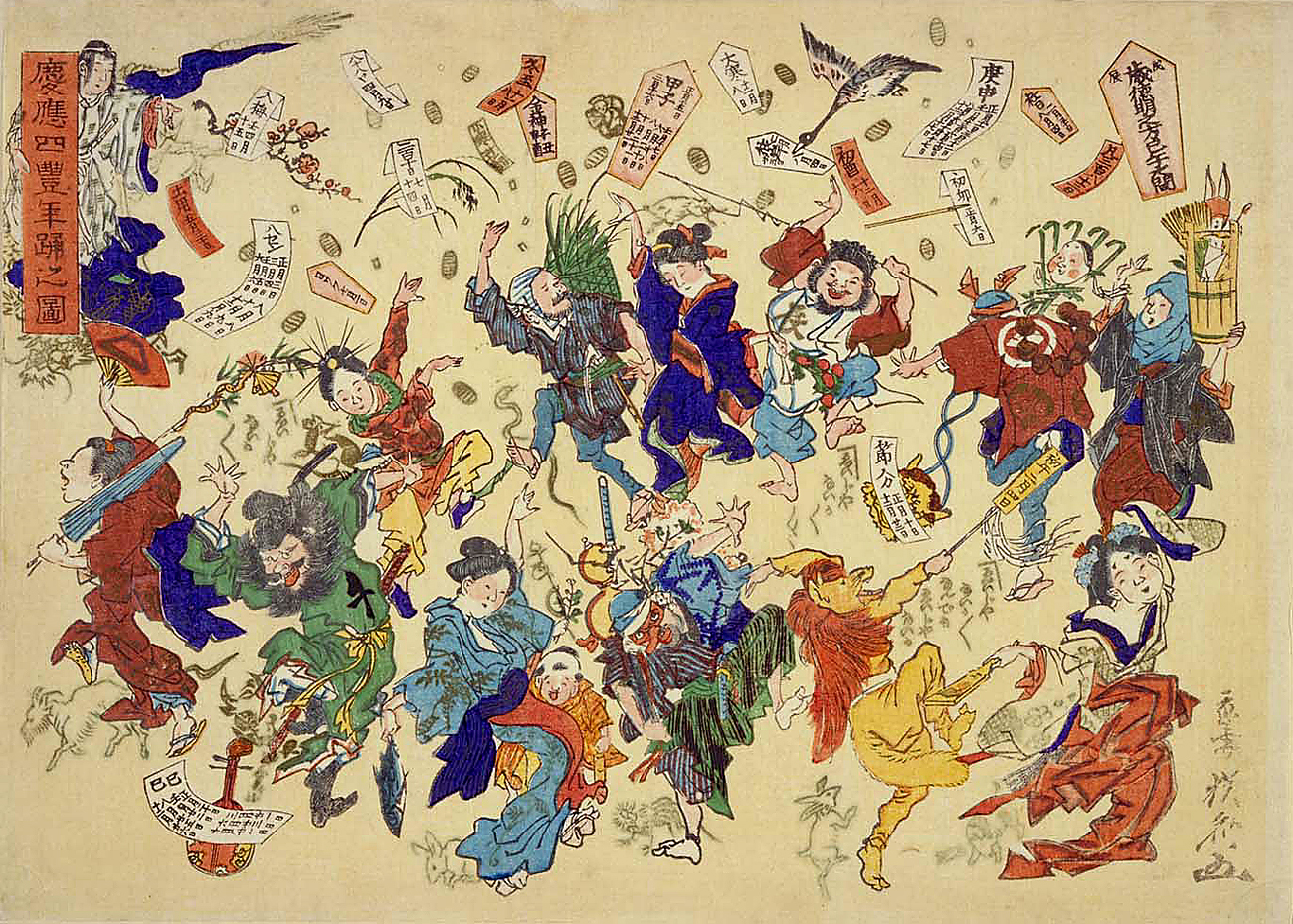
Egoyomi raffigurante una manifestazione "Ee ja nai ka" (1868)

Ee ja nai ka  (ええじゃないか?) è un'espressione utilizzata dagli storici contemporanei per indicare un vasto complesso di manifestazioni popolaresche, interpretate per via generale come movimenti di protesta socio-politica in relazione agli sconvolgimenti dovuti al cosiddetto bakumatsu, scoppiate spontaneamente ed in maniera del tutto estemporanea in Giappone, nelle regioni del Kansai, dello Shikoku e del Tōkai, tra l'ottavo e dodicesimo mese del terzo anno dell’epoca Keiō (1867), sul volgere della fine del periodo Edo (1603-1868).
Si trattavano sostanzialmente d'esplosioni improvvise ed incontrollate d'isterismo di massa caratterizzate dalla singolare iterazione Ee ja nai ka (con cui è stata dunque identiticata dalla storiografia successiva), la cui origine - ricercata in parte nei festival e nelle antiche celebrazioni religiose shintoiste legate atavicamente al territorio - si dovrebbe ad un'improvvisa e mai del tutto chiarita diffusione di ofuda "piovuti" dal cielo nelle campagne ed in alcune città giapponesi.
Difatti, in un periodo segnato dalla profonda instabilità politica e precarietà economica (soprattutto per i ceti sociali più bassi), con lo shogunato Tokugawa praticamente sull'orlo del crollo definitivo, la popolazione, venuta a conoscenza di voci riguardanti piogge vere e proprie di ofuda portafortuna per tutto il Paese e interpretandolo di conseguenza come un segno dei Cieli, diede vita a sfrenate e baccanaliche manifestazioni carnevalesche, tra musica, balli e canti osceni ed alquanto sovversivi per l'epoca, in giro per le città e campagne delle regioni sopracitate.

## Traduzione
La traduzione dell’espressione “Ee ja nai ka!” risulta problematica poiché a seconda della situazione può assumere varie sfumature difficili da trasmettere efficacemente. Le traduzioni più semplici sono “Perché no?” oppure “Non va forse bene così?”. Queste espressioni riescono a rendere il concetto di base, ma spesso non riescono a trasmettere quel tocco di blasfemia e oscenità che Ee ja nai ka voleva trasmettere. A tal proposito, più calzante è l’espressione “Ma che diavolo!”, la quale veicola un senso di noncuranza per le regole e allo stesso tempo l’idea del “Non va forse bene così?”.

## Scopo
Lo scopo di queste manifestazioni non è del tutto chiaro. Le cantilene con il ritornello Ee ja nai ka che accompagnavano sempre queste manifestazioni, sembravano esprimere, pur con toni sardonici e giullareschi, uno stato di prostrazione popolare per la difficile situazione politica e socioeconomica del tempo e, pertanto, queste agitazioni vengono interpretate dagli storici come movimenti popolari volti all’ottenimento di riforme sociali e politiche (Yonaoshi, lett. “sistemare il mondo”). Come, ad esempio, mostrato da uno dei canti più caratteristici di tal fenomeno:
Sari totewa, osoroshii toshi, uchiwasure,

Kami no okage de odori, e ja nai ka,

Nipponkoku no yonaori wa ee ja nai ka,

Hônen odori wa medetai.
Ma, dunque, fu un anno orrendo e meglio dimenticato,

grazie agli dei balleremo, giusto? Ee ja nai ka!

Rifare daccapo il Giappone è giusto, perché no? Ee ja nai ka!

le felicitazioni sono per la riuscita di un raccolto abbondante, perciò balliamoci sopra.
È stato anche suggerito che queste agitazioni fossero un diversivo messo in atto dalla fazione anti-shogunato per creare disordini all’interno del Paese; infatti, tra i canti tipici del movimento ee ja nai ka, se ne riscontrano spesso di quelli apparentemente a favore d'un eventuale primato politico del feudo di Chōshū sull'ordinamento del Paese. Ad esempio:
Chōshū ga nobota,

mono ga yasu unaru, ee ja nai ka
Chōshū è asceso e i prezzi scendono, va bene così, no?
Oppure:
Chōshū san no onobori, ee ja nai ka,

Chō to Dai to, ee ja nai ka
Non è un bene l’ascesa di Chōshū?

Chōshū e Kyōto non stanno forse bene assieme?
Tuttavia, non si ritiene che il movimento avesse come scopo premeditato quello di generare degli effetti veramente destabilizzanti per il bakufu, datosi il tenore stesso delle manifestazioni che, per quanto travolgenti e confusionarie, certamente non avrebbero potuto rappresentare una vera minaccia per l'ordine pubblico; d'altronde la loro stessa natura non le avrebbe consentito di resistere sapientemente ad un eventuale intervento militare delle forze dello shogunato (di qualunque entità si trattasse).
Un’altra ipotesi suggerita per la sua genesi è quella d'un semplice "sfogo" del fortissimo senso d'ostilità nutrito al tempo dai giapponesi nei confronti degli stranieri, via via accumulatosi tra la popolazione a partire dall'apertura coatta dei porti giapponesi al commercio internazionale da parte delle potenze straniere occidentali nel 1853, che, oltre a determinare una certa interferenza delle stesse negli affari e nelle dinamiche politiche del Paese, avevano fatto sí che il suo millenario ordinamento socio-economico subisse un lungo, quanto inarrestabile, processo d'occidentalizzazione pressoché irreversibile, come dimostrato da un altro canto:
Nipponkoku e wa kami ga furu,

Tôjin yashiki nya ishi ga furu,

ee ja nai ka, ee ja nai ka!
Gli dei discenderanno sul Giappone,

mentre i sassi sugli stranieri nelle loro dimore,

ee ja nai ka, ee ja nai ka!
Ma, al di là di ciò, episodi d'antagonismo vero e proprio nei confronti degli stranieri - come quelli ascrivibili al movimento reazionario del sonnō jōi (尊皇攘夷, "riverire il tennō, espellere i barbari") - riconducibili alle febbrili manifestazioni di ee ja nai ka sono fin troppo pochi per poter asserire con certezza sulla connotazione esplicitamente xenofoba del movimento; gli stranieri stessi in fondo pare che, per quanto stupiti, non si sentissero poi tanto minacciati da ee ja nai ka. In A diplomat in Japan di Ernest Satow si legge ad esempio: "Trovammo l’intera popolazione occupata nei festeggiamenti per l’imminente apertura della città al commercio estero"; appare evidente che ee ja nai ka non era considerato una minaccia, anzi Satow – probabilmente così gli era stato detto dai suoi accompagnatori – lo considerava addirittura come una sorta di festeggiamento per l’apertura dei porti di Ōsaka e Kōbe agli stranieri.

## Parole dei canti
Nelle Cronache ufficiali (Iwakura kōjikki) del politico e nobile Iwakura Tomomi, è riportata una descrizione dettagliata delle grandi quantità di ofuda disseminati tra i sobborghi di Kyōto e si legge di come fosse possibile sentire la popolazione, letteralmente scesa ad invadere le strade, esclamare a gran voce frasi come “Yoi ja nai ka”, “Ei ja nai ka” e “Ee jaa nai ka”. Vengono anche chiarite le date di diffusione del fenomeno: ebbe inizio a partire dalla fine dell’8º mese del 3º anno dell’epoca Keiō (1867) e si esaurì attorno al 9º giorno del 12º mese (3 gennaio 1868) – giorno in cui venne ufficialmente annunciata la restaurazione dell’autorità imperiale. È quindi un movimento popolare appena antecedente alla restaurazione Meiji. Inoltre, le espressioni utilizzate nei sobborghi della capitale (all’epoca Kyōtō) vengono identificate come l’origine di quelle degli ee ja nai ka.
A seconda delle zone di diffusione, i testi dei canti differiscono. Difatti, oltre a quelle dall'esplicito carattere politico (“Nishi kara chōchō ga tondekite, Kōbe no hama ni kane ni nuite, ee ja nai ka, ee ja nai ka! - Da ovest è venuta volando una farfalla attratta dal denaro del porto di Kōbe, ee ja nai ka, ee ja nai ka!”), ci sono quelli che riguardano le richieste di riforme, ad esempio “Kotoshi wa yonaori ee ja nai ka – Quest’anno non sarebbe bello se cose andassero meglio?” e “Nipponkoku no yonaori wa eejanai ka, hōnen odori wa medetai – Un miglioramento della situazione del Giappone non è forse un bene? Le danze per quest’anno di abbondanza ci rallegrano”. Vi sono poi quelli per la liberazione sessuale: “Okage de yoi ja nai ka, nandemo yoi janai ka, omako ni kamihare, hegetara mata hare, yoi ja nai ka – Non va tutto bene grazie al Cielo? Ogni cosa è a posto, no? Metti un pezzo di carta sul pube, se si stacca rimettilo a posto, non va forse bene così?”.

## Correlazioni traokagemairiedee ja nai ka
Una possibile ricostruzione del processo gestativo concernente il fenomeno ee ja nai ka, può essere ricondotto a un altro tipo di fenomeno, il cosiddetto okagemairi, ovvero gli improvvisi e incontrollati pellegrinaggi di massa verso il santuario di Ise, un complesso di jinja consacrato alla dea Amaterasu Omikami. 
Difatti, pare che i numerosissimi pellegrini vi si recassero, non organizzati e privi d'autorizzazione, seguendo voci riguardanti miracolosi ofudafuri (cadute di ofuda direttamente dai Cieli). Il fenomeno, nel corso del tempo, si è presentato spontaneamente ad intervalli di circa sessant’anni, dapprima nel 1650 (3º anno dell’era Keian), poi nel 1705 (2º anno dell’era Hōei), nel 1771 (8º anno dell’era Meiwa) e nel 1830 (tra il 13º anno dell’era Bunsei e il 1º anno dell’era Tenpō). I pellegrinaggi, in via generale, duravano dai tre ai cinque mesi circa, ma comportavano lo spostamento di un immane numero di persone. Secondo i resoconti, per l’okagemairi dell’epoca Meiwa, vi furono tra i tre e i quattro milioni di pellegrini. Nell’okagemairi del periodo Bunsei, le cronache del tempo registrarono addirittura un numero di pellegrini di circa 5 milioni. Sono cifre davvero notevoli se si considerano le stime generali dell'intera popolazione giapponese nel periodo Kyōhō (1617-1636), effettuata durante il regno del decimo shōgun Tokugawa Ieharu. Gli okagemairi erano anche occasioni per i mercanti che, svincolati dai negozi e dai locali per la vendita, venivano incontro ai pellegrini distribuendo cestini per il pranzo e sandali.
L’ofudafuri alle origini del ee ja nai ka sarebbe dunque, al pari, il medesimo che portò al nascere dei primi okagemairi.  Non è un caso, dunque, che ee ja nai ka venga spesso associato agli okagemairi e che, nelle more delle sue cicliche manifestazioni storiche, ne venga talvolta considerato il corrispettivo di quell'anno (1867). Tuttavia, ee ja nai ka presenta delle differenze sostanziali con i tradizionali okagemairi. La prima sta negli ofudafuri: negli okagemairi si trattavano perlopiù di cadute di talismani circoscritte alla zona più interna del santuario di Ise, mentre per ee ja nai ka non è così, trattandosi di cadute verificatesi indiscriminatamente in diversi toponimi del Paese; la seconda è il tenore delle manifestazioni, con la sua peculiare esclamazione ee ja nai ka, che evidentemente manca negli okagemairi precedenti.
Inizialmente, solo nelle regioni del Kansai e dello Shikoku era possibile assistere a interiezioni caratterizzate dall’espressione “Ee ja nai ka!”. Nel Tōkai, poi, l’unico collegamento con le altre aree era la presenza del fenomeno dell’ofudafuri. È comunque possibile associare i successivi disordini sviluppatisi nel Tōkai agli okagemairi e ai mikuwa matsuri (festival della zappa). Tuttavia, se si pone come requisito caratterizzante del fenomeno la presenza dell’esclamazione “Ee ja nai ka” e si tengono da conto le descrizioni delle manifestazioni presenti nelle Cronache ufficiali di Iwakura, si giunge alla teoria che vede Kyōto come luogo di nascita del fenomeno. Anche nel Kaijo jidan, scritto all’epoca da Fukuchi Gen’ichirō, si trovano descrizioni di ee ja nai ka nell’area di Kyōto; in generale, sia nel Kansai, sia nello Shikoku vi sono testimonianze della presenza dei canti che intonavano “Ee ja nai ka” o sue varianti, come ad esempio “Yoi ja nai ka”.
Secondo un’altra teoria il fenomeno ee ja nai ka si sarebbe sviluppato della zona del Tōkai. Il supporto a questa teoria è fornito dalle somiglianze tra gli ofudafuri e le susseguenti agitazioni della zona con i tradizionali okagemairi. Secondo questa teoria ee ja nai ka sarebbe nato tra il 7° e l’8º mese dell’era Keiō. Però, inizialmente, non erano presenti i requisiti che caratterizzano ee ja nai ka, in particolare il desiderio di riforme sociali e politiche e uno slogan equivalente al caratteristico “Ee ja nai ka!”, che si sarebbero poi sviluppate in seguito. Quest’ultima teoria è stata riproposta in tempi recenti (1968-1987). Ad esempio, piuttosto recente (1987), è la teoria secondo la quale il fenomeno sarebbe nato nella città di Toyohashi. La teoria si basa sul Tomeki (un testo reso pubblico nel dopoguerra), a sua volta basato sulle Cronache della famiglia Morita (Moritake bunshō).

## Teoria Keihan (Kyōto e Ōsaka) – Dall’era Keiō al 1976
La teoria secondo la quale il fenomeno avrebbe avuto origine nell’area di Kyōto-Ōsaka si basa sulle fonti storiche perlopiù del Kinki.
- Le descrizioni contenute nelle Cronache ufficiali di Iwakura Tomomi sostengono che a Kyōto il fenomeno è cominciato nell’ultima decade dell’8º mese e si è concluso attorno al 9º giorno del 12º mese (3 gennaio 1868 secondo il calendario gregoriano), giorno in cui viene dichiarata la restaurazione dell’autorità imperiale.
- 1897 – Nel Kaijo jidan di Fukuchi Gen’ichirō a proposito di ee ja nai ka si legge: “Questo ofudafuri è uno stratagemma escogitato dalla gente della zona di Kyōto per far agitare gli animi” e “Questa cosa…questo ofudafuri non sarà stato un espediente dei nobili della fazione anti-shogunato?”.
- Nelle Cronache di Nishinomiya c’è la descrizione della nascita del fenomeno a Kyōto e del suo spostamento a Ōsaka.
- 1933 –La teoria dell’ofudafuri di Toyohashi non viene confermata nel Nihon minzokugaku jiten ((Dizionario del folklore giapponese).  Si stabilisce che ee ja nai ka è un movimento del 2º e 3º anno dell’epoca Keiō. Emergono sia la teoria di Nishinomiya sia di Ise. Quest’ultima è basata su un resoconto storico: gli ofuda del santuario di Ise sarebbero stati i primi a cadere dal Cielo durante l’epoca Bunroku (1592-1596).
- 1937 –Dai volumi 9-11 del Shizuoka-ken kyōdo kenkyū (Studi locali della prefettura di Shizuoka), editi dalla Kokushokankokai nel 1937: il fenomeno dell’ofudafuri avrebbe avuto origine nell’area di Kyōto-Ōsaka, si sarebbe diffuso in tutte le zone del Kansai e poi, lungo la Tōkaidō, si sarebbe esteso fino alla parte settentrionale delle provincie Tōtōmi, Suruga e Izu.
- 1937 – La teoria di Toyohashi viene negata da Ōguchi Kiroku[10]. Si equiparano okagemairi, ofudafuri e yoi ja nai ka. Nella descrizione degli okagemairi avvenuti dall’8º al 12º mese spuntano i nomi di Kanente, Funamachi e Fudagi ma non quelli di Muro e Hada (tutti luoghi a Toyohashi). Si ribadisce quindi la teoria di Keihan.
- 1939 – Le cronache storiche della città di Ichinomiya (3°volume) sostengono la teoria di Keihan ma allo stesso tempo sostengono anche quella di Toyohashi (all'epoca feudo Yoshida nella provincia di Mikawa), secondo la quale il movimento si sarebbe lì generato dall’11º giorno del 9º mese per poi spostarsi a Nagoya.

## Teoria Tōkai
Si riportano le teorie e le fonti che indicano il Tōkai come zona di nascita del fenomeno:
- Teoria di Toyohashi – sostenuta in uno studio intitolato Tomeki di Morita Mitsuhiro (pubblicazione del 1988 conservata presso la biblioteca della città di Toyohashi e basata sul Moritake bunsho-anno di pubblicazione sconosciuto); sostiene la presenza degli oharai (ofuda di Ise) nel 14º giorno del 7º mese del 3º anno dell’era Keiō.
- Teoria di Nagoya- Nel Nihonkokugo daijiten (Vocabolario della lingua giapponese), edito dalla Shōgakukan nel 1988, Nagoya viene indicata come luogo di origine di questi tumulti. In Ee ja nai ka di Tamura Sadao si fa cenno alla caduta di ofuda del santuario interno di Ise a Nagoya (18º giorno del 3º mese del 3º anno dell’epoca Keiō). Teoria confermata anche nelle Cronache storiche della città di Ina.
- Teoria di Toyokawa- L’enciclopedia My Pedia, edita dalla Heibonsha, afferma che fu presso la 35ª stazione della via Tōkaidō (Toyohashi, prefettura di Aichi) dove per la prima volta si assisté alla caduta degli ofuda (in questo caso quelli per la prevenzione degli incendi del santuario di Akiha).

## Ordine cronologico degli studi sull'argomento
Il più vecchio scritto sull'argomento è Awa ee ja nai ka di Yamaguchi Yoshikazu (Istituto delle arti popolari di Tokushima, 1931) nel quale si parla delle richieste di riforma (yonaoshi). Vi è poi Okagemairi to ee ja nai ka di Fujitani Toshio (Iwanami Shoten, 1968). Nel suddetto lavoro si sostiene che il movimento è nato nell’8º mese del 3º anno dell’era Keiō (1867) nella provincia di Owari; c’è anche un collegamento con gli okagemairi.
Di seguito si riportano alcune fonti sull'argomento con i luoghi e le date di sviluppo di ee ja nai ka riportati al loro interno.
| FONTE                                                             | DATA E LUOGO DI SVILUPPO DEL FENOMENO |
| Fujitani Toshio, Okagemairi to ee ja nai ka, Iwanami shoten, 1968 | 8º mese del 3º anno dell’era Keiō (1867) nella provincia di Owari (attuale parte occidentale della prefettura di Aichi)                                                                                             |
| Nishigaki Haretsugi, Ee ja nai ka, Shin jinbutsu ōraisha, 1973    | 15º giorno dell’8º mese del 3º anno dell’era Keiō nella provincia di Totomi presso la 28ª stazione delle via Tōkaidō (attuale città di Iwata nella prefettura di Shizuoka)                                          |
| Cronache storiche della città di Toyokawa, 1973                   | 4º giorno dell’8º mese nella provincia di Mikawa presso la 35ª stazione della via Tōkaidō (attuale città di Toyokawa nella prefettura di Aichi)                                                                     |
| Takagi Shunsuke, Ee ja nai ka, Kyōikusha, 1979                    | Prima del 22º giorno del 7º mese del 3º anno dell’era Keiō nella provincia di Mikawa vicino alla 34ª stazione della via Tōkaidō e al santuario Hada Hachiman (attuale città di Toyohashi nella prefettura di Aichi) |
| Tamura Sadao, Ee ja nai ka hajimaru, Aoki shoten, 1987            | 14º giorno del 7º mese del 3º anno dell’epoca Keiō nella provincia di Mikawa vicino alla 34ª stazione della via Tōkaidō e al santuario Muro Hachiman (attuale città di Toyohashi nella prefettura di Aichi)         |

Gli studi più recenti sostengono, quindi, date d’inizio anteriori. Sono infatti antecedenti di più di un mese rispetto all’ultima decade dell’8º mese di cui ci scrive Iwakura nelle sue Cronache ufficiali, parlando di Kyōto. Inoltre, dopo il diffondersi delle teorie di Owari e Nagoya è chiaro che inizia una disputa riguardante il luogo di nascita del fenomeno tra le vicine città di Iwata (Shizuoka), Toyokawa (Aichi) e Toyohashi (Aichi).

## Film
Nel 1981 viene prodotto un film originale intitolato Eijanaika per la regia di Imamura Shōhei. Nonostante gli eventi raccontati cedano a molte inesattezze storiche, il film riesce comunque a cogliere e a trasmettere l’atmosfera di instabilità e tensione dell’epoca. Uno dei punti più controversi è la mancanza di personaggi storici, se non sotto forma di riferimenti fatti da altri protagonisti. Ci sono anche inesattezze che riguardano la genesi di ee ja nai ka: il regista ci dice che il fenomeno dell’ofudafuri si verificò a Kyōto nella primavera del 1867 durante la fioritura dei ciliegi, tuttavia i primi resoconti al riguardo risalgono all’estate e, a Kyōto in particolare all’autunno. Tuttavia, la decisione più dibattuta riguarda la scelta di rappresentare alcune scene nella città di Edo; queste scene aiutano la narrazione ma sono prive di una base storica; è vero che anche a Edo si verificò la caduta degli ofuda, ma non ci furono ne moti di ribellione ne dimostrazioni incontrollate.